# Ladislas Jonnart
Ladislas Jonnart , dit Lancelot Jonnart né en 1594 à  Mons et mort le 22 septembre 1674 à Cambrai, est un prélat belgo-français du XVIIe siècle.

## Biographie
Ladislas Jonnart est d'abord chanoine puis doyen du chapitre de chanoines et vicaire général
de l'archevêché de Cambrai. Fidèle du roi Philippe IV d'Espagne il est désigné comme évêque d'Arras en 1651 mais la ville est occupée par les armées du roi de France qui nomme comme administrateur du siège  Jean-Pierre Camus ancien évêque de Belley. Le Saint-Siège se garde de confirmer aucun des deux candidats et Jonnart est alors désigné dès 1656 comme évêque de Saint-Omer mais il n'est confirmé que le 31 juillet 1662 et consacré le 8 octobre de la même année. Il est enfin nommé archevêque de Cambrai le 15 juillet 1664 mais il ne prend possession de son siège que le 4 avril 1671. Il meurt le 22 septembre 1674. 

## Source
- Ressource relative à la religion :   - Catholic Hierarchy
- (en) Catholic Hierarchy.org: Archbishop Ladislas Jonnart